# ماسایوشی یوشیدا
ماسایوشی یوشیدا (انگلیسی: Masayoshi Yoshida؛ زادهٔ ۴ اوت ۱۹۸۲) بازیکن فوتبال اهل ژاپن است.
از باشگاه‌هایی که در آن بازی کرده‌است می‌توان به باشگاه فوتبال ماتسوموتو یاماگا اشاره کرد.